# Lijst van Franse spreekwoorden
Hieronder staat een lijst van Franse spreekwoorden, gezegden, motto's en andere uitdrukkingen.

## A
Abattre son jeu.
Zijn kaarten op tafel leggen.
Après moi le déluge.
Na mij de zondvloed (toegeschreven aan Lodewijk XV).
Autres temps, autres mœurs.
Andere tijden, andere zeden.
Avoir le feu au derrière.
Erg gehaast zijn.
Avoir le vent en poupe.
De wind in de rug hebben.
Avoir quelqu'un à l'oeil
Iemand in het oog hebben

## B
Battre le fer tant qu'il est chaud.
Het ijzer smeden als het heet is.
Bon débarras.
Blij dat hij opgehoepeld is; opgeruimd staat netjes.
Een débarras is een rommelhok.
Bon repas doit commencer par la faim.
Honger maakt rauwe bonen zoet; honger is de beste saus.
Letterlijk: een goede maaltijd moet beginnen met honger.
Bon sang ne peut mentir.
Afkomst verloochent zich niet.
Letterlijk: goed bloed kan niet liegen.

## C
Ça ne casse pas trois pattes à un canard.
Dertien in een dozijn.
La caque sent toujours le hareng.
Iemands afkomst verraadt zich altijd.
Letterlijk: de ton ruikt altijd naar de haring.
Mettre la charrue avant les boeufs.
Het paard achter de wagen spannen.
Letterlijk: de ploeg voor de koeien spannen.
C'est la vie.
Zo is het leven.
C'est dans le besoin qu'on reconnaît ses vrais amis.
In nood leer je je vrienden kennen.
Letterlijk: wanneer je in nood bent herken je je echte vrienden.
C'est en forgeant qu'on devient forgeron.
Oefening baart kunst.
Letterlijk: door te smeden wordt men een smid.
C'est l'exception qui confirme la règle.
De uitzondering bevestigt de regel.
C'est la goutte d'eau qui fait déborder le vase.
Het is de druppel die emmer doet overlopen.
Letterlijk: het is de druppel water die de vaas doet overlopen.
C'est la paille et la poutre.
De pot verwijt de ketel dat hij zwart ziet.
Letterlijk: het is de splinter en de balk.
Chacun prend son plaisir où il le trouve.
Elk diertje heeft zijn pleziertje.
Ce sont ses oignons.
Dat zijn zijn zaken.
Letterlijk: dat zijn zijn uien.
Chassez le naturel, il revient au galop.
Een boer blijft altijd een boer. Opvoeding is niet te koop.

### Chat
Avoir d'autres chats à fouetter.
Andere, belangrijkere dingen te doen hebben.
Letterlijk: andere katten te geselen hebben.
Chat échaudé craint l'eau froide.
Iemand die eenmaal een slechte ervaring heeft gehad blijft argwanend, ook als de bedoeling goed is.
Letterlijk: de kat die met kokende vloeistof overgoten is vreest het koude water.
Acheter chat en poche.
Een kat in een zak kopen. Molière, Monsieur de Pourceaugnac, II, 7.
Il ne faut pas réveiller le chat qui dort.
Men moet geen slapende honden wakker maken.
Letterlijk: een slapende kat moet men niet wekken.
Appeler un chat un chat.
De dingen bij hun naam noemen.
Letterlijk: een kat een kat noemen.
Avoir un chat dans la gorge.
Een kikker in de keel hebben.
Letterlijk: een kat in de keel hebben.
Quand le chat n'est pas là, les souris dansent.
Als de kat van huis is, dansen de muizen (op tafel).
Dans la nuit, tous les chats sont gris.
's Nachts zijn alle katjes grijs.
Donner sa langue au chat.
Het opgeven.
Letterlijk: Je tong aan de kat geven.

### Chèvre
Ménager la chèvre et le chou.
De kool en de geit sparen.
Où la chèvre est attachée, il faut qu'elle broute.
Men moet roeien met de riemen die men heeft.

### Cheval
À cheval donné on ne regarde pas les dents (Frans) / la bride (Canada).
Een gegeven paard moet je niet in de bek kijken.

### Chien
Avoir une humeur de chien.
Een rothumeur hebben.
Letterlijk: Een humeur als een hond hebben.
Arriver comme un chien dans un jeu de quilles.
Ergens binnenkomen en erg ongewenst zijn. Weggekeken worden.
Letterlijk: binnenkomen als een hond bij een partij bowling.
Entre chien et loup.
Tussen licht en donker.
Letterlijk: tussen hond en wolf.
Un mal de chien.
Een afschuwelijke pijn, ontzettende moeite.
Un temps de chien
Hondenweer.
Un métier de chien.
Een hondenbaan.
Bon chien chasse de race.
De appel valt niet ver van de boom.
Leurs chiens ne chassent pas ensemble.
Ze kunnen niet met elkaar overweg.
Letterlijk: hun honden jagen niet samen.
Je lui garde un chien de ma chienne.
Ik heb nog een appeltje met hem te schillen.
Le chien qui aboie ne mord pas.
Blaffende honden bijten niet.
Faire le chien couchant.
Kruiperig doen.
Letterlijk: de onderdanige hond spelen.
Se regarder en chiens de faïence.
Elkaar vijandig aankijken zonder te spreken.

### Corps
À mon corps défendant.
Tegen mijn wil.

## D
Dieu et mon droit.
God en mijn recht. Devies van de Engelse koningen.
Etre le dindon de la farce
Het mikpunt van de grap zijn; de zondebok zijn.
Letterlijk: de kalkoen van de grap zijn.
Donner sa langue au chat
Geen antwoord weten op een vraag en het opgeven.
Letterlijk: zijn tong aan de kat geven.

## E
L'état, c'est moi!
De staat, dat ben ik! (uitspraak, toegeschreven aan koning Lodewijk XIV).
Les extrêmes se touchent.
De uitersten raken elkaar.
L'embarras du choix.
Het dilemma van de keuze, keuzestress. Ook een Venloos gezegde: D'n ambras van de lestige keuze.

## F
Fort comme un bœuf.
Zo sterk als een beer.
C'est en forgeant que l'on devient forgeron.
Al doende leert men.
Fondre en larmes.
In tranen uitbarsten.
Faire le mort.
Doen alsof zijn neus bloedt.

### Femme
Ce que femme veut, Dieu le veut.
De wil van een vrouw is wet
De wil van een vrouw is de wil van God.
Cherchez la femme.
Letterlijk: Zoek de vrouw.
Als een man zich anders of zelfs onbegrijpelijk gedraagt, is dat waarschijnlijk om te verhullen dat hij een buitenechtelijke relatie heeft. De spreuk wordt vaak aangehaald in misdaadverhalen, als er een moord moet worden opgelost.

### Fleur
La fine fleur.
Letterlijk: De schone bloem.
Het beste van het beste.
't puikje,'t neusje van de zalm

## G
Gagner les doigts dans le nez.
Winnen met de vingers in de neus. Gemakkelijk winnen.

## H
Honi soit qui mal y pense.
Schande over wie er slecht van denkt. Oudfranse spreuk van de Engelse Orde van de Kousenband).
Un homme averti en vaut deux.
Een gewaarschuwd man telt voor twee.
L'heure est grave.
Het is de hoogste tijd.
L'herbe est toujours plus verte chez le voisin.
Het gras is altijd groener aan de overkant.

### Holà
Mettre le holà.
Tussenbeide komen; een eind aan maken aan een situatie die uit de hand dreigt te lopen.

## I
Il n'est pire eau, que l'eau qui dort. Il faut se méfier de l'au qui dorme
Stille waters hebben diepe gronden (zwijgzame mensen hebben vaak diepere gedachten).
Il est grand comme une asperge.
Hij is een lange slungel.
Il est haut comme trois pommes.
Hij is zeer klein.
Letterlijk: hij is drie appels hoog.

## J
Jamais deux sans trois.
Driemaal is scheepsrecht.
Je maintiendrai.
Ik zal handhaven. Wapenspreuk van het Koninkrijk der Nederlanden, het was de lijfspreuk van Willem van Oranje.
Je vais reussir, tout simplement parce que je refuse de perdre.
Ik zal slagen, simpelweg omdat ik weiger te falen.

## L
L'amour est aveugle.
Liefde maakt blind.
Liberté, Egalité, Fraternité
Vrijheid, gelijkheid, broederschap. Devies van de Franse Republiek.
L'union fait la force
Eendracht maakt macht. De Franstalige versie van het Devies van België

## M
Mon dieu!
Mijn God!
Willem van Oranje stierf met de woorden Mon Dieu, mon Dieu, ayez pitié de mon âme et de ce pauvre peuple; Mijn God, mijn God, heb medelijden met mijn ziel en met dit arme volk.
Maintenant n'existe pas!
Het 'nu' bestaat niet! (Jacques Brel).
Mieux vaut tard que jamais!
Beter laat dan nooit.
Le monde appartient à ceux qui se lèvent tôt.
De morgenstond heeft goud in de mond.

## N
Noblesse oblige.
Adeldom legt verplichtingen op. Tegenwoordig gebruikt om aan te geven dat een bepaalde positie bepaalde verplichtingen met zich meebrengt.

### Nuit
La nuit porte conseil.
De nacht brengt raad.
Faire la nuit blanche.
Een nachtje doordoen.

## O
N'avouez jamais.
Beken nooit, geef nooit toe.

## P
Paris vaut bien une messe.
Soms moet men een beetje schipperen met zijn principes.
Letterlijk: Parijs is wel een mis waard. Uitspraak van Hendrik van Navarra, bij zijn bekering tot het katholicisme om de Franse troon te kunnen bestijgen, in 1593.
Parler français comme une vache espagnole.
Slecht Frans spreken.
Letterlijk: Frans spreken als een Spaanse koe.
Partir c'est mourir un peu.
Afscheid nemen is een beetje sterven.
Petit à petit, l'oiseau fait son nid.
Alle beetjes helpen.
Letterlijk: stukje bij beetje bouwt de vogel zijn nest.
Pédaler dans la semoule.
De draad kwijt raken, in het honderd lopen.
Letterlijk: in het griesmeel trappelen.
Plus ça change, plus c'est la même chose.
Hoe meer de dingen veranderen, des te meer blijven ze hetzelfde. Vaak afgekort tot simpelweg plus ça change. Een sterk vergelijkbare Nederlandse uitdrukking is Oude wijn in nieuwe zakken. Een eigentijdse Amerikaanse variant is Same shit, different day.
Point n'est besoin d'espérer pour entreprendre, ni de réussir pour persévérer.
Het is niet nodig te hopen om te ondernemen noch (is het nodig) te slagen om vol te houden. Leefregel van Willem van Oranje, maar ook van stadhouder Willem II en stadhouder-koning Willem III.

### Pouce
Un coup de pouce.
Een duwtje in de rug.
Se tourner les pouces.
Met zijn duimen zitten draaien.
Ne pas céder un pouce.
Geen duimbreed wijken.
Faire du pouce.
Liften.
Manger sur le pouce.
Uit het vuistje eten.

## Q
Qui ne risque rien n'a rien.
Wie niet waagt, niet wint.
Qui s'excuse, s'accuse.
Wie zich verontschuldigt, beschuldigt zichzelf.
Qui part à la chasse, perd sa place.
Opgestaan is plaats vergaan.
Qui se ressemble s'assemble.
Soort zoekt soort.
Qui se fait brebis, le loup le mange.
Al te goed is buurmans gek.
Qui trop embrasse, mal étreint.
Niet te veel hooi op je vork nemen.

## R
Rien ne va plus.
Niets gaat meer. Aankondiging van de croupier aan de roulettetafel dat niemand meer mag inzetten.
Le roi est mort, vive le roi!
De koning is dood, leve de koning!
Revenons à nos moutons.
Laten we terug naar de kern van de zaak gaan.

## S
(À votre) santé.
(Op uw) gezondheid.
Sur son trente et un.
Op zijn paasbest.
Je suis vraiment fou/folle de toi.
Ik ben stapelgek op jou.
Sauve qui peut !
Redden wie zich redden kan!

## T
Tomber dans les pommes.
Flauwvallen.
Tourner autour du pot.
Om de hete brij heen draaien.
Tout comprendre c'est tout pardonner.
Alles begrijpen is alles vergeven.

## U
L'union fait la force.
Eendracht maakt macht. Spreuk van de Belgische staat.

## V
Vouloir c'est pouvoir.
Waar een wil is, is een weg.
Letterlijk: willen is kunnen.

### Vivre
On ne vit qu'une fois.
Je leeft maar één keer.
Le savoir vivre.
Letterlijk: Weten hoe te leven.
De welgemanierdheid; weten hoe in de maatschappij te staan en met mensen om te gaan.

## Y

### Yeux
Loin des yeux, loin du cœur.
Uit het oog, uit het hart.